# موزه گوستاو مالر
موزه گوستاو مالر (به انگلیسی: Gustav Mahler Museum) یک موزه واقع در نویشتادت، هامبورگ، آلمان که به یادبود آهنگساز کلاسیک گوستاو مالر اختصاص داده شده است. این موزه در ساختمان تاریخی آهنگسازان قرار دارد که در تاریخ ۲۹ مه ۲۰۱۸ گشایش یافته است. مالر از سال ۱۸۹۱ تا ۱۸۹۷ در هامبورگ به عنوان سرپرست اپرا کار کرد. موزه توجه زیادی به آهنگ‌های او از جمله سمفونی شماره دو و سمفونی شماره سه دارد. کار ساخت و ساز یک سال پس از افتتاح به طول انجامید. هنگامی که موزه در نهایت باز شد، مرحله دوم ساخت و ساز هنوز کامل نشده بود. این موزه دارای ۳۰۰ متر مربع مساحت می‌باشد و از وسایل چند رسانه‌ای بسیار استفاده می‌کند.

## نگارخانه
|  |  |  |